# Олешко, Владимир Фёдорович
Владимир Фёдорович Олешко — советский и российский учёный-филолог.

## Биография
Род. 24 июня 1955, село Долгодеревенское, Сосновского р-на, Челябинская область.
Окончил УрГУ им. А. М. Горького, ф-т журналистики (1981).
1981—1988 — сотрудник ред. Свердловской обл. молодежной газ. «На смену!»;
1988—1991 — очная асп. УрГУ, ф-т журналистики;
1991—1992 — ст. преп., 1992—1999 — доц., 1999 — по наст. вр. — зав. каф. периодической печати / каф. периодической печати и сетевых изданий ф-та журналистики УрГУ / УрФУ;
1999 — по наст. вр. — предс. дис. совета УрФУ по спец. 10.01.10 — Журналистика,  в настоящее время — 5.9.9.  Медиакоммуникации и журналистика, член редколлегии журналов «Известия Урал. федерал. ун-та». сер. 1, «Вестник Воронежского гос. ун-та», «Знак: проблемное поле медиаобразования» (ВАК), член редакционного совета журнала "Вопросы теории и практики журналистики" (WoS).
Канд. филол. наук, (1992). Доц. (1994). Д-р филос. наук (1998). Проф. (1999). Почетный работник высш. проф. образ. РФ (2016). Лауреат премий Союза журналистов России за лучшие журналистские публикации и книгу 1995, 2004 и 2012 гг. Лауреат премии Правительства России в области печатных СМИ (2007), трижды был удостоен звания "Лучший профессор УрФУ".
Научные интересы. Психология медиакоммуникаций, психология творческой деятельности, исследование проблематики коммуникативно-культурной памяти, Русское зарубежье, цифровые технологии, медиафриланс.
Всего опубликовано около 300 работ, из них по тематике сквозных цифровых технологий — 12, медиафриланса — 14, Русского зарубежья — 8  и др. Был научным руководителем 15 аспирантов и соискателей, защитивших диссертации кандидатов филологических, политических, социологических наук. Участник ряда научных конференций, в том числе междунар.: «Журналiстыка-2019-2023: стан, праблемы i перспектывы», Мiнск ; «Журналистика в 2019-2023 гг.: творчество, профессия, индустрия», Москва, МГУ им. М. В. Ломоносова, 2020-2024 г.г. и др.

## Награды
- , Премия Правительства Российской Федерации в области печатных средств массовой информации (12 декабря 2007 года)[1]

## Основные труды
Медиаобразование без границ. — Международный журнал «MIC. Медиа. Информация. Коммуникация». — 2012, 3. — URL : http://mic.org.ru/3-nomer-2012/138-mediaobrazovanie-bez-granits (дата обращения: 04.03.2020) ; .
Магистерская диссертация как продукт европейского вектора развития образования // Тенденцii розвитку вищоi освiти в Украiнi: европейський вектор. Мат. мiжнар. науково-практ. конф. Ялта (20-21 березня 2014 року). Частина 1. — Ялта, РВНЗ Крымский гум. ун-т, 2014. — С. 204—211 ;
Социальное конструирование этничности: роль и задачи массмедиа (к постановке проблемы) // Известия УрФУ. — Сер. 1. Пробл. образ., науки и культуры. — 2014. — № 3 (129). — С. 22-36 ;
Психология журналистики. Учеб. и практикум для акад. бакалавриата. — М. : Изд-во Юрайт, 2018. — 351 с. ;
Профессиональная культура журналистов: российский и китайский исследовательский опыт // Известия УрФУ. — Сер. 1. Пробл. образ., науки и культуры. — 2018. — Т. 24. — № 3 (177). — С. 30-38. — (в соавт.) ;
Профессиональная культура журналистов как объект исследования в России и Китае // Журналистика в 2018 году : творчество, профессия, индустрия: сб. мат. Междунар. науч.-практ. конф. — М. : Фак. журналистики МГУ, 2019. — 728 с. (в соавт.). — С. 17-18.
Русскоязычная пресса США как отражение коллективной коммуникативно-культурной памяти // Цифровизация коммуникативно-культурной памяти: роль журналистики как социального института : сб. мат. Всерос. науч.-практ. конф. с междунар. участием (Екатеринбург, 25-26 апреля 2019 г.). В 2 ч. Ч. 1. — Екатеринбург : Изд-во Урал. ун-та, 2019. — 156 с. — (в соавт.). — С. 53-60. — (в соавт.)
Коммуникативно-культурная память в контексте реализации информационных стратегий массмедиа // Известия УрФУ. — Сер. 1. Пробл. образ., науки и культуры. — 2019. — Т. 26. — № 3 (189). — С. 12-23. — (в соавт.) ;
Russian-language press of the USA in the space of digital media // Post mass media in the modern informational society : Journalistic text in a new technological environment: achievements and problems. — The European Proceedings of Social & Behavioral Sciences. — Volume LXVI — III PMMIS 2019. — № 6. — P. 584—593. — (в соавт.). — (на англ. яз.) ;
Коммуникативно-культурная память: идентификационные ресурсы современных массмедиа // Гуманитарный вектор. — 2019. — Т. 14. — № 5. — С. 77-86. — (в соавт.) ;
Цифровизация коммуникативно-культурной памяти и проблемы ее межпоколенческой трансляции: методика междисциплинарного исследования // Коммуникативные исследования. — 2019. — Т. 6. — № 4. — С. 906—939. — (в соавт) ;
Reading As a Democratic Value and Resource for the Formation of the Communicative and Cultural Memory of a Nation // KnE Social Sciences, 4(2), 284—298. https://doi.org/10.18502/kss.v4i2.6347 . — P. 284—298. — (на англ. яз). — (в соавт.) ;
Русскоязычная пресса США : контекст коммуникативно-культурной памяти // Журналистика в 2019 году : творчество, профессия, индустрия : сб. мат. междунар. науч.-практ. конф. — М. : Фак. журн. МГУ, 2020. — С. 564—565. — (в соавт.).
В. Ф. Олешко. Цифровизация коммуникативно-культурной памяти и проблемы ее межпоколенческой трансляции: методика междисциплинарного исследования / Г. Д Саймонс, М. Ю. Мухин,, В. Ф. Олешко, А. С. Сумская // Коммуникативные исследования. 2019. Т. 6. № 4. DOI: 10.24147/2413-6182.2019.6(4). 906—939. С. 906—939.
Олешко В. Ф. Коммуникативно-культурная память: идентификационные ресурсы современных массмедиа / В. Ф. Олешко, Е. В. Олешко // Гуманитарный вектор. 2019. Т. 14, № 5. DOI: 10.21209/1996-7853-2019-14-5-77-86. С. 77-86.
Профессиональная культура журналиста в условиях медиатрансформаций : [коллект. моногр.] / Олешко В. Ф., Лозовский Б. Н., Градюшко А. А. и др. / под. ред. М. А. Мясниковой ; М-во науки и высш. образования Рос. Федерации, Урал. федер. ун-т. — Екатеринбург : Изд-во Урал. ун-та, 2020. — 236 с. — ISBN 978-57996-3001-0.
| Олешко В.Ф. Журналистика периода COVID-19: актуальные вызовы, пути трансформации / В.Ф. Олешко, О.С. Мухина // Вестник Новосибирского государственного университета. Серия: История, филология. 2022. Т. 21, № 6: Журналистика. DOI 10.25205/1818-7919-2022-21-6-30-39 (Scopus). С. 30–39.                                                         |
| Олешко В.Ф. Формирование цельной медиаличности будущего журналиста в региональном вузе в условиях цифровизации СМИ / В.Ф. Олешко, В.В. Гаврилов // Знак: проблемное поле медиаобразования. 2022. № 4 (46). https://doi.org/10.47475/2070-0695-2022-10401. С. 6–12.                                                                                 |
| Олешко В.Ф. Публицистический потенциал «комьюнити-журналистских текстов» Югры: концептуальный подход / В.Ф. Олешко, В.В. Гаврилов // Вопросы теории и практики журналистики. 2023. Т. 12, № 3. DOI 10.17150/2308- 6203.2023.12(3).452-469. EDN QZNRJE (WoS). С. 452–469.                                                                           |
| Олешко В.Ф. Творчество как линия жизни // Вестник ВГУ. Серия: Филология. Журналистика. 2022. № 1. С. 144–146. |
| Олешко В.Ф. Сквозные цифровые технологии: диапазон возможностей современных массмедиа / В.Ф. Олешко, Е.В. Олешко // Вопросы теории и практики журналистики. 2022. Т. 11, № 3. DOI: 10.17150/2308-6203.2022.11(3).564-585. (WoS). С. 564–585. |
| Олешко В.Ф. Медиасфера и дискурс правовой культуры // Известия Уральского федерального университета. Серия 1. Проблемы образования, науки и культуры. 2023. Т. 29. № 3. DOI 10.15826/izv1.2023.29.3.059. С. 196–199. |
| Олешко В.Ф. Социальная журналистика в контексте развития тенденций цифровизации контента / В.Ф. Олешко, В.М. Журавлева // Вестник ВГУ. Серия: Филология. Журналистика. 2023. № 4. Октябрь – декабрь. С. 152–155. |
| Олешко В.Ф. Цифровые компетенции профессиональной успешности современного журналиста / В.Ф. Олешко, Е.В. Олешко // Вестник Новосибирского государственного университета. Серия: История, филология. 2024. Т. 23, № 6: Журналистика. DOI 10.25205/ 1818-7919-2024-23-6-32-43 (Scopus) https://doi.org/10.25205/1818-7919-2024-23-6-32-43. С. 32–43. |
| Олешко В.Ф. Концептуализация журналистского текста как феномена культуры (на примере УрФО) / В.Ф. Олешко, В.В. Гаврилов // Знак: проблемное поле медиаобразования. 2024. № 2 (52). doi: 10.47475/2070-0695-2024-52-2-109-119 С. 109–119. |

Участие в проектах. 2019—2021 : Грант Российского научного фонда «Цифровизация коммуникативно-культурной памяти и проблемы её межпоколенческой трансляции» (руководитель — Г. Саймонс, исполнители — М. Ю. Мухин, В. Ф. Олешко, А. С. Сумская и др.).